# Toco (Texas)
Toco è un centro abitato degli Stati Uniti d'America situato nella contea di Lamar dello Stato del Texas.
La popolazione era di 75 abitanti nel 2010 e di 91 nel 2020.

## Geografia fisica
Toco è situata a 33°39′19″N 95°38′46″W (33.655250, -95.646152).
Secondo lo United States Census Bureau, ha un'area totale di 0,2 miglia quadrate (0,52 km²).

## Società

### Evoluzione demografica
Secondo il censimento del 2000, c'erano 89 persone, 34 nuclei familiari e 26 famiglie residenti nella città. La densità di popolazione era di 523,7 persone per miglio quadrato (202,1/km²). C'erano 35 unità abitative a una densità media di 205,9 per miglio quadrato (79,5/km²). La composizione etnica della città era formata dal 17,98% di bianchi, il 76,40% di afroamericani, il 2,25% di nativi americani, il 2,25% di altre razze, e l'1,12% di due o più etnie. Ispanici o latinos di qualunque razza erano il 3,37% della popolazione.
C'erano 34 nuclei familiari di cui il 23,5% aveva figli di età inferiore ai 18 anni, il 50,0% aveva coppie sposate conviventi, il 20,6% aveva un capofamiglia femmina senza marito, e il 23,5% erano non-famiglie. Il 23,5% di tutti i nuclei familiari erano individuali e l'11,8% aveva componenti con un'età di 65 anni o più che vivevano da soli. Il numero di componenti medio di un nucleo familiare era di 2,62 e quello di una famiglia era di 3,00.
La popolazione era composta dal 28,1% di persone sotto i 18 anni, il 6,7% di persone dai 18 ai 24 anni, il 20,2% di persone dai 25 ai 44 anni, il 29,2% di persone dai 45 ai 64 anni, e il 15,7% di persone di 65 anni o più. L'età media era di 43 anni. Per ogni 100 femmine c'erano 81,6 maschi. Per ogni 100 femmine dai 18 anni in giù, c'erano 77,8 maschi.
Il reddito medio di un nucleo familiare era di 16.250 dollari e quello di una famiglia era di 18.333 dollari. I maschi avevano un reddito medio di 27.500 dollari contro i 26.250 dollari delle femmine. Il reddito pro capite era di 8.099 dollari. C'erano il 50,0% delle famiglie e il 56,0% della popolazione che vivevano sotto la soglia di povertà, incluso l'83,3% di persone sotto i 18 anni e il 23,1% di persone sopra i 64 anni.